# Artillerimuseet
Artillerimuseet är ett militärhistoriskt museum söder om Kristianstad, på det nedlagda Wendes artilleriregementes (A 3) gamla övningsfält i Norra Åsum, söder om staden. Museet är erkänt av Statens Försvarshistoriska Museer inom ramen för Sveriges militärhistoriska arv.
Museet invigdes 2008 och innan dess år 1993 bildades Wendes Militärhistoriska Förening som är stödförening åt verksamheten.

## Historik
Upprättandet av ett truppslagsmuseum för artilleriet har länge diskuterats och planerats. Föreningen Wendes Militärhistoriska Förening (WMF) bildades 1993 beroende på att Wendes artilleriregemente (A3) flyttades från Kristianstad (Norra Åsum) till Hässleholm och för att det där inte erbjöds något utrymme för museisamlingar. Några äldre byggnader ute på övningsfältet vid Norra Åsum kunde tas över och hyrs av Fortifikationsverket.
WMF beslöt sig för att försöka samla in artillerisystemet i sin helhet, från slutet av 1700-talet till våra dagar, och inte bara den materiel som funnits på regementet.
Gamla kontakter på Försvarets materielverk (FMV), FM-LOG, Bofors och Försvarsmaktens högkvarter (HKV), blev värdefulla samt naturligtvis främst de vid Statens Försvarshistoriska Museer (SFHM), med Armémuseum. Detta i kombination med den stora arbetsstyrkan gjorde att insamlingen kunde starta. HKV stöttade och landets största samling växte upp. Vid en "inspektion" av de ansvariga för den statliga utredningen "Försvar i Förvar" ansågs samlingarna vara nationellt viktiga och så blev också budet till regeringen.
I december 2007 fattade regeringen beslut avseende 23 platser i landet, varav fyra är fortsatt statliga. Nu kunde samlingarna i Kristianstad formellt klassas som en nationell statlig artillerisamling.
Artillerimuseet blev därigenom verklighet från 1 januari 2008. Statens Försvarshistoriska Museer lämnar stöd och överför pjäser m.m. från sina samlingar till Artillerimuseet, så att även dessa nu kan visas. WMF blev stödförening till museet.

## Byggnader
Museet och dess samlingar är utställda i en fd. bondgård (Bostället), med stora ekonomibyggnader i sten samt i ett par före detta mobiliseringsförråd.

## Utställningar
Museet har nio huvudutställningar omfattande:
- Ammunitionsutveckling inom artilleriet
- Sambands- o teleteknik
- Positionsartilleri
- Äldre artilleripjäser från 1700-talet och framåt
- Artilleripjäser från början av 1900-talet och framåt
- Motorfordon av olika slag, även stridsfordon
- Utställningshall med artillerisystemet under Kalla kriget
- Specialutställningshall (2013 visas Kriget mot Napoleon 1813)
- Baltutlämningsmuseet i Rinkaby. Inne på Rinkaby läger.

## Bildgalleri

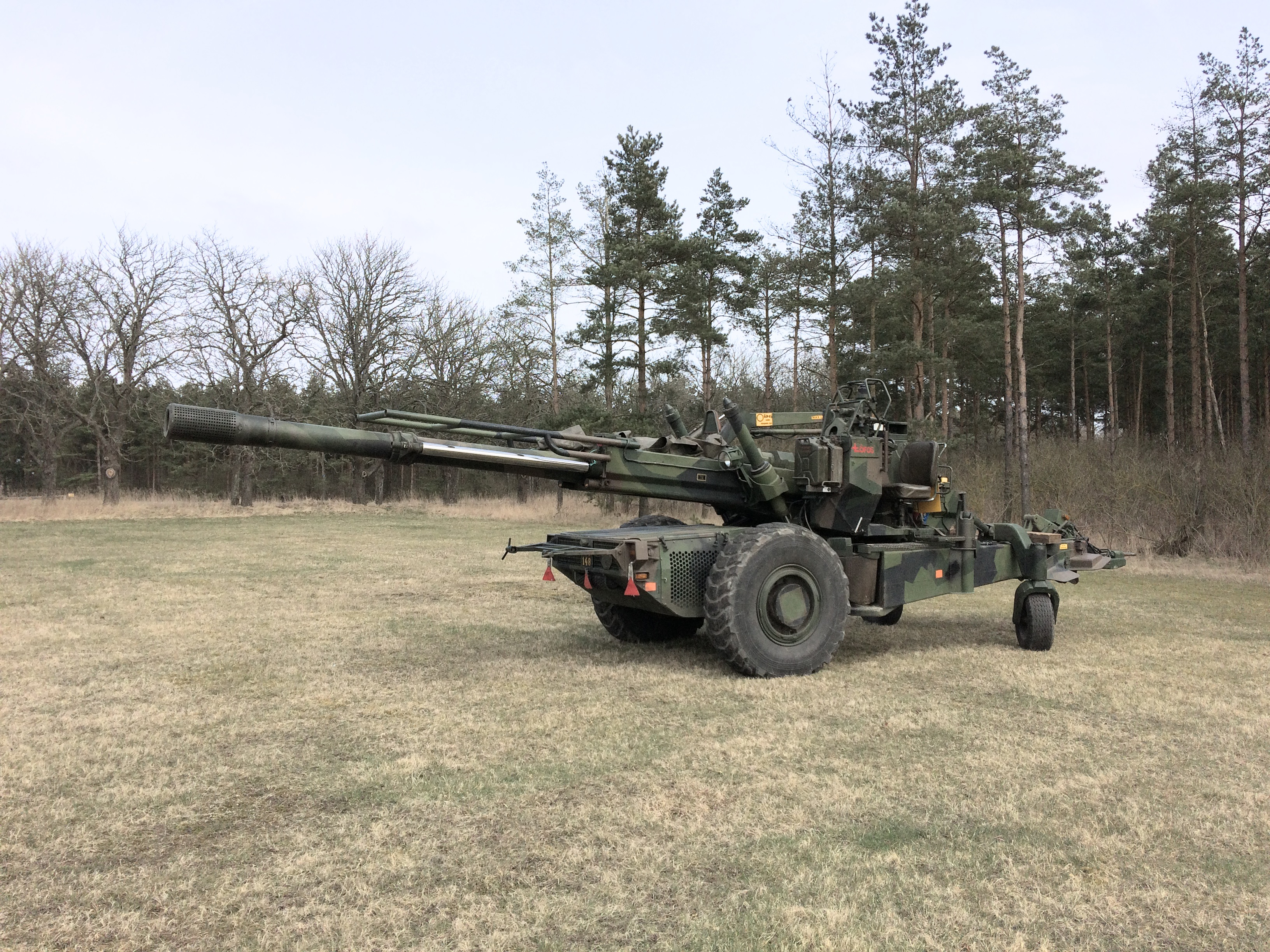
Haubits 77 A
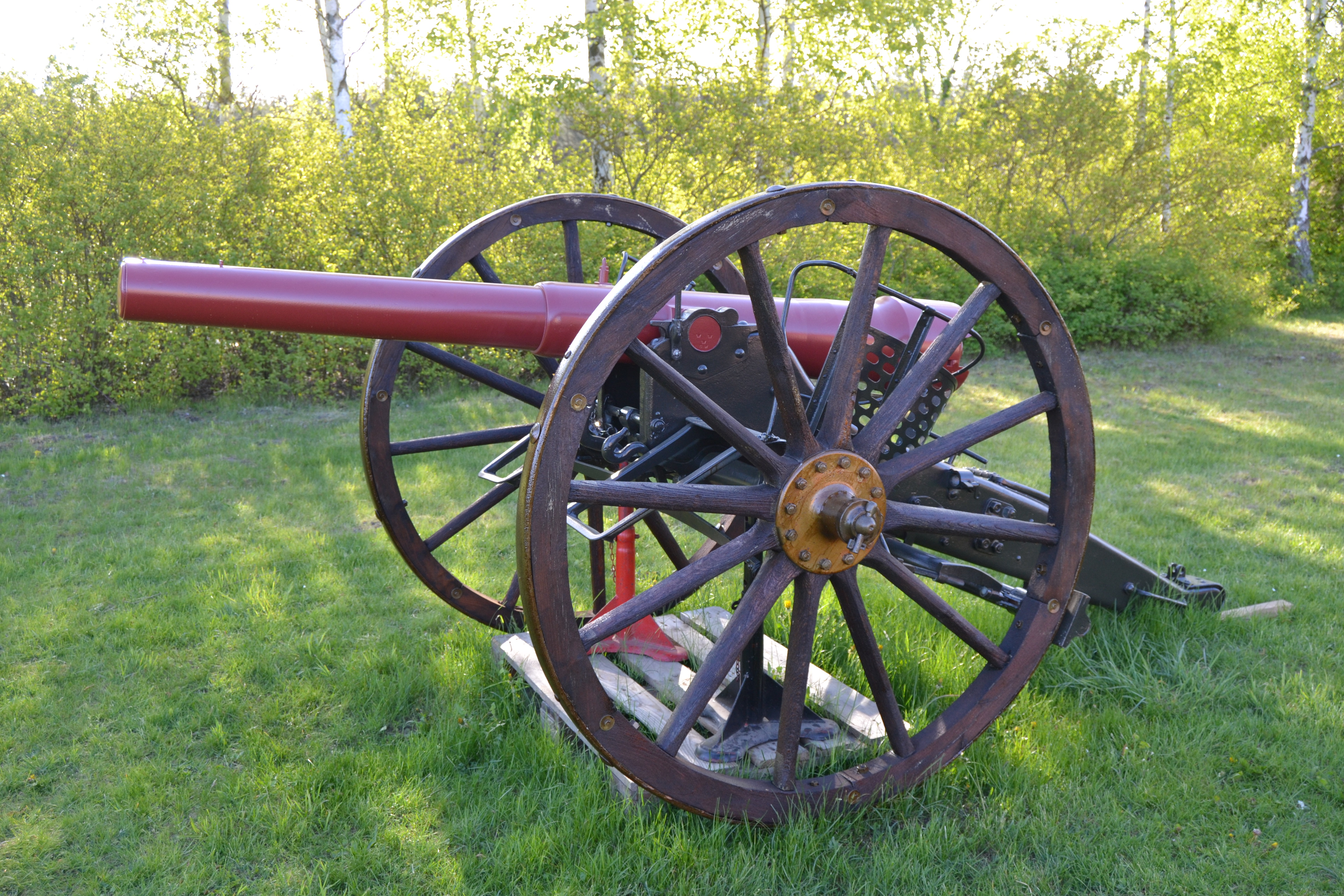
8,4 CM Kanon
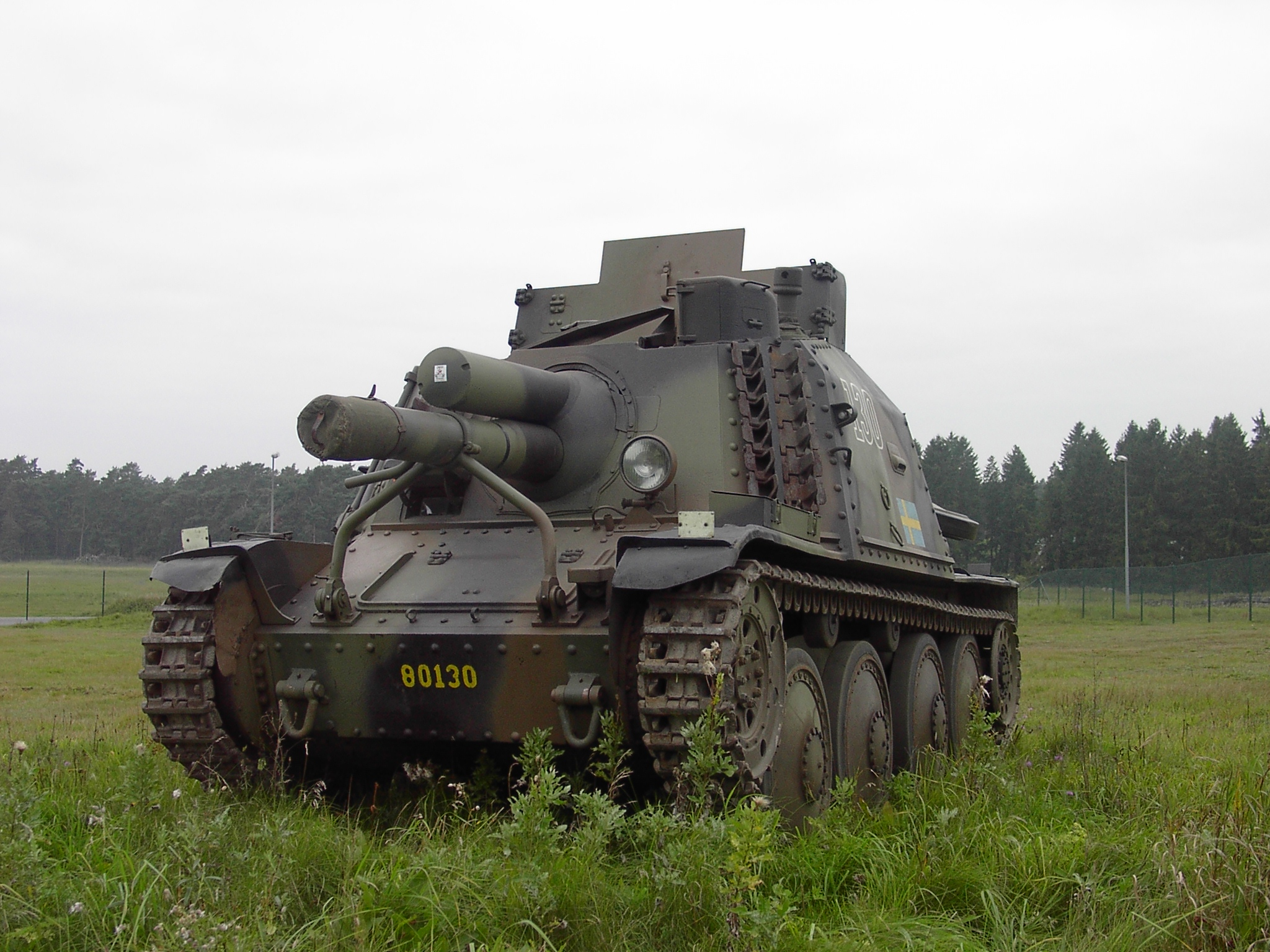
Stormartillerivagn m43, SAV
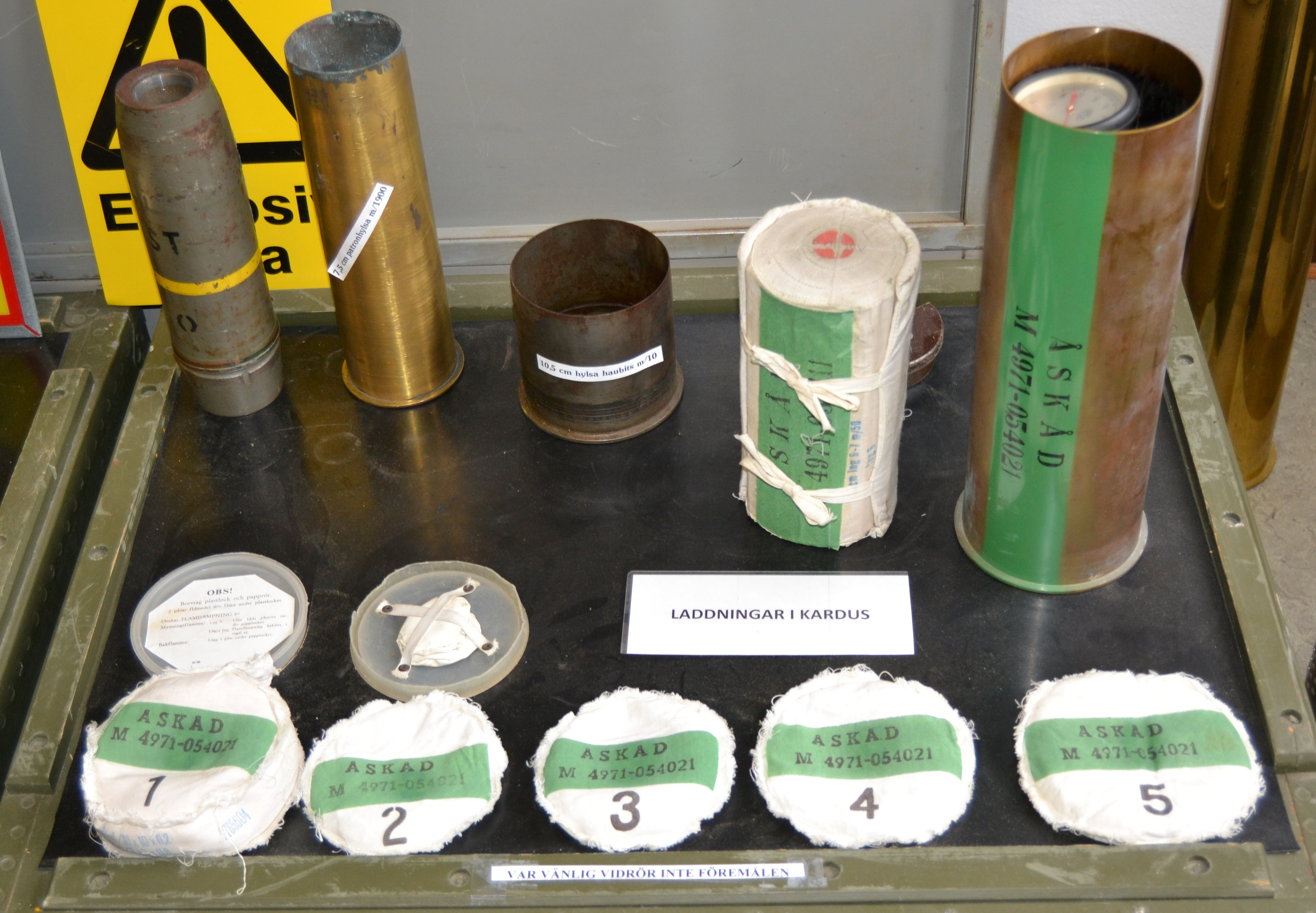
Olika Karduser för ammunition
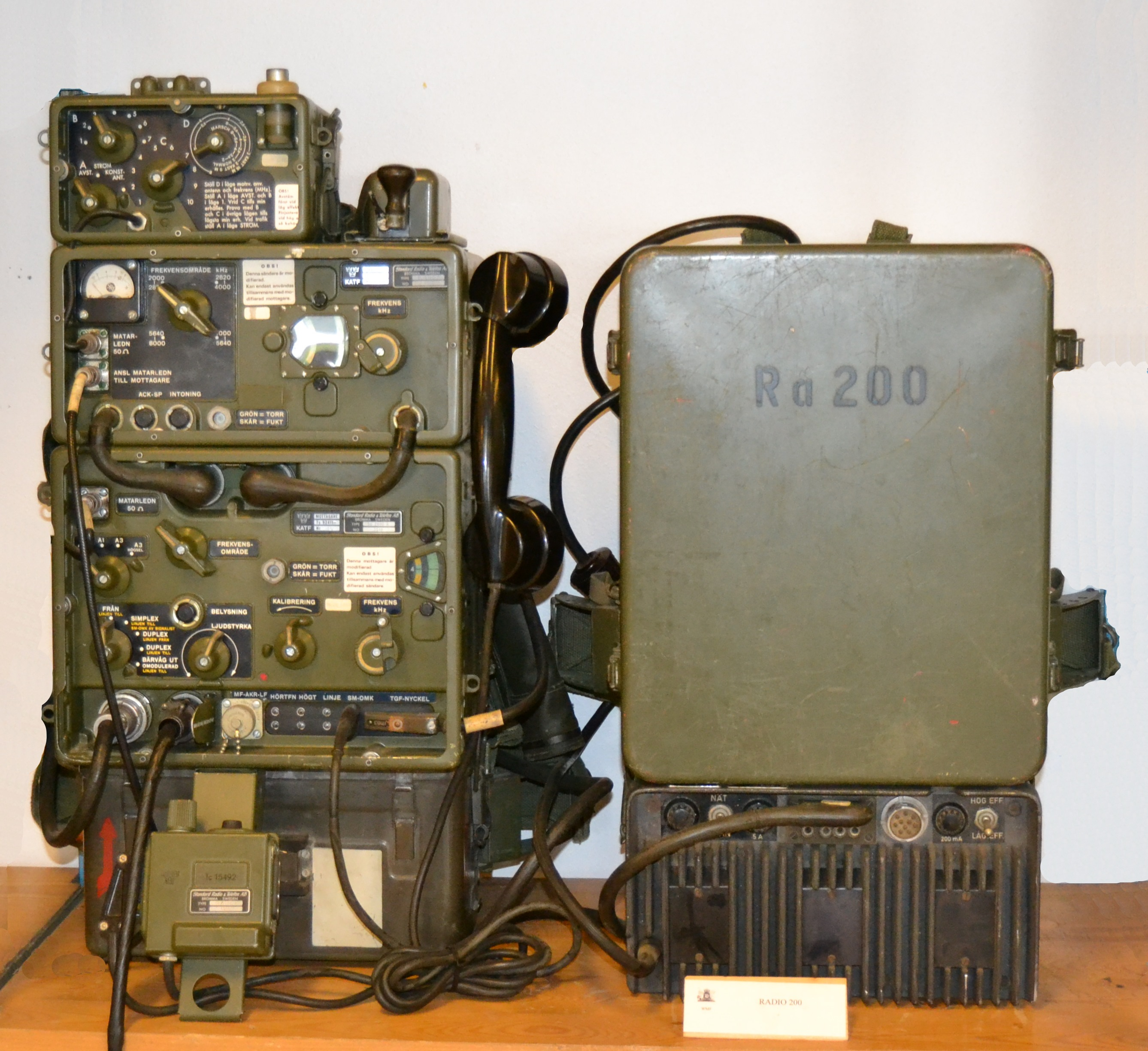
Radiostation 200
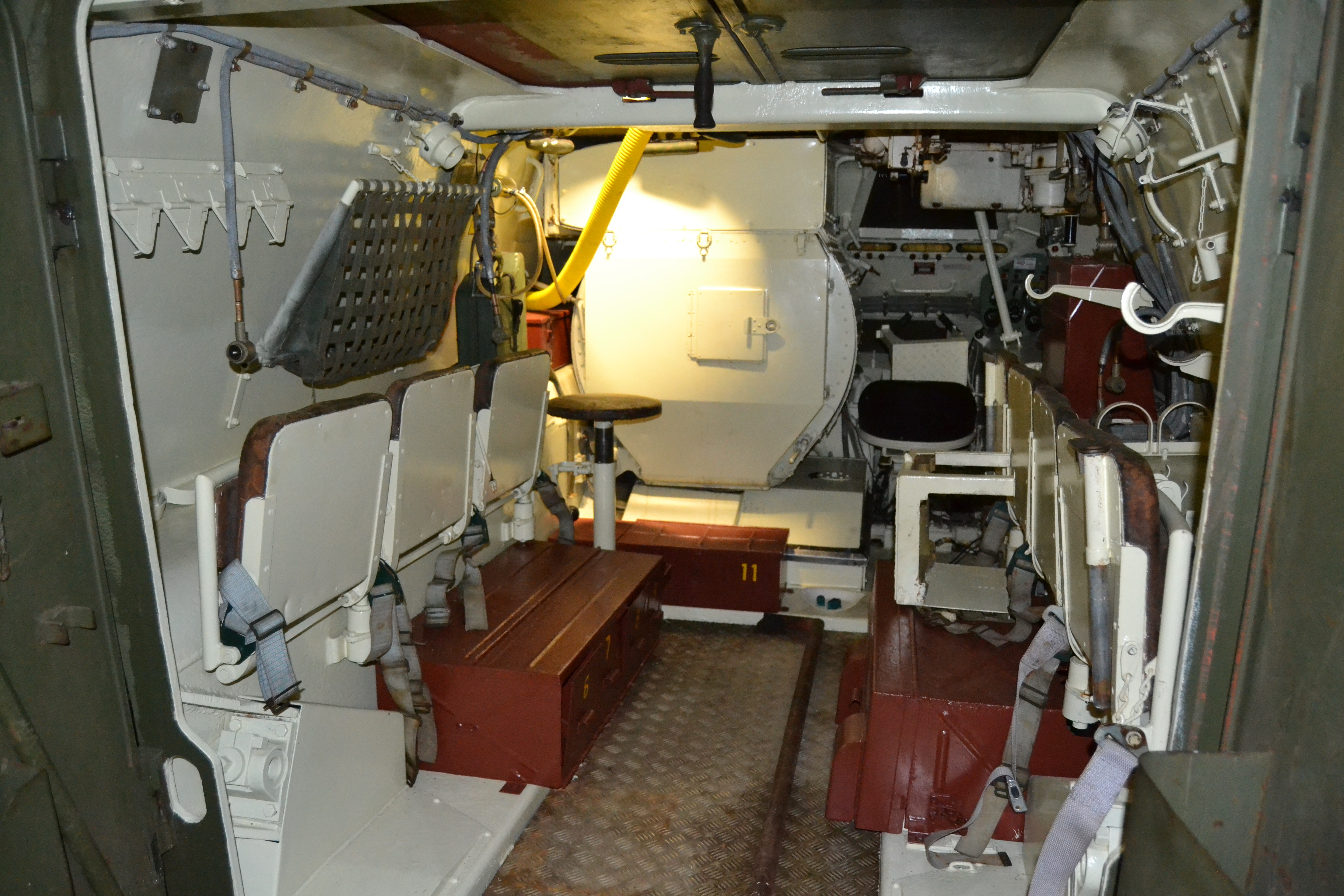
Inredning i PBV 301
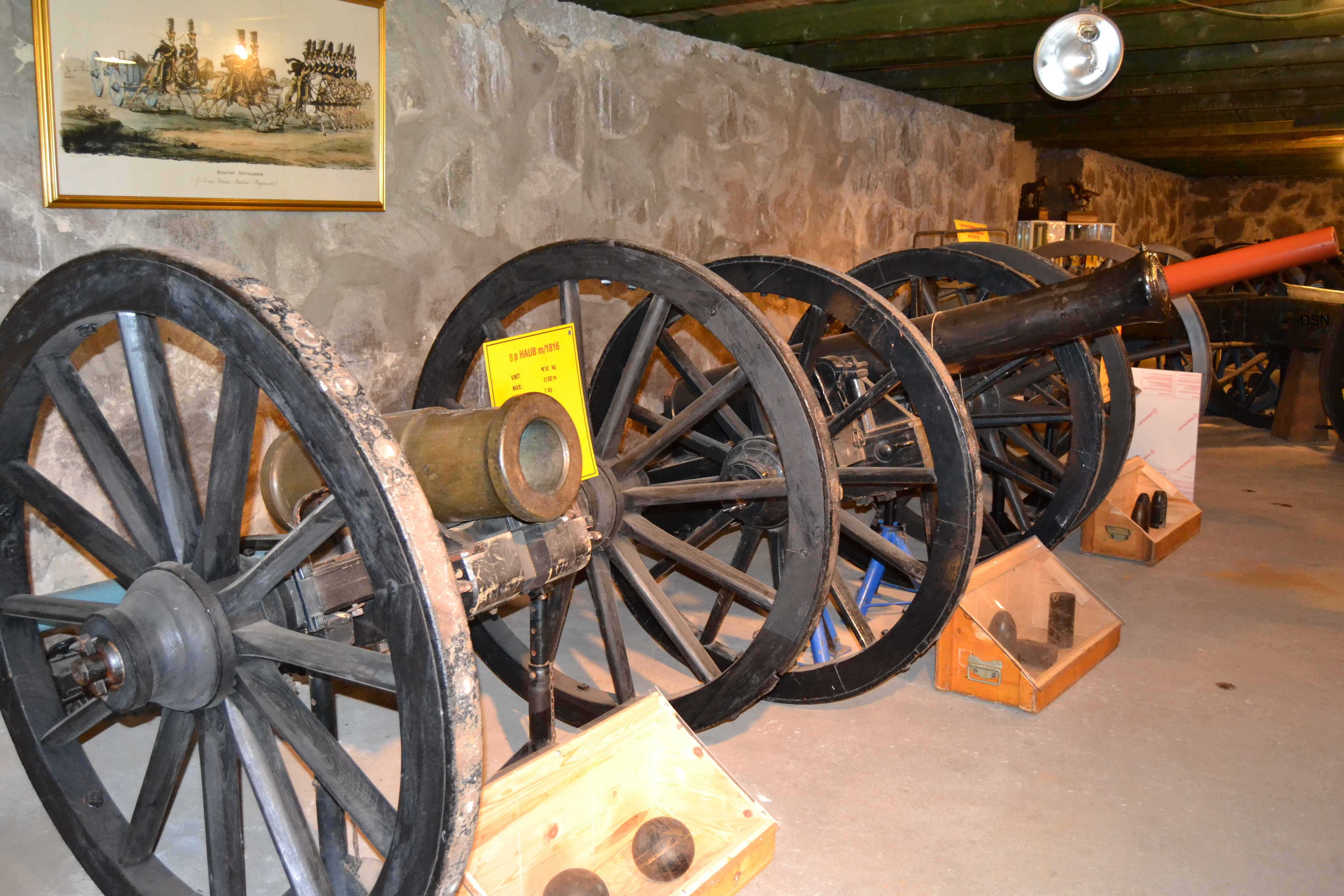
Haubits 1816
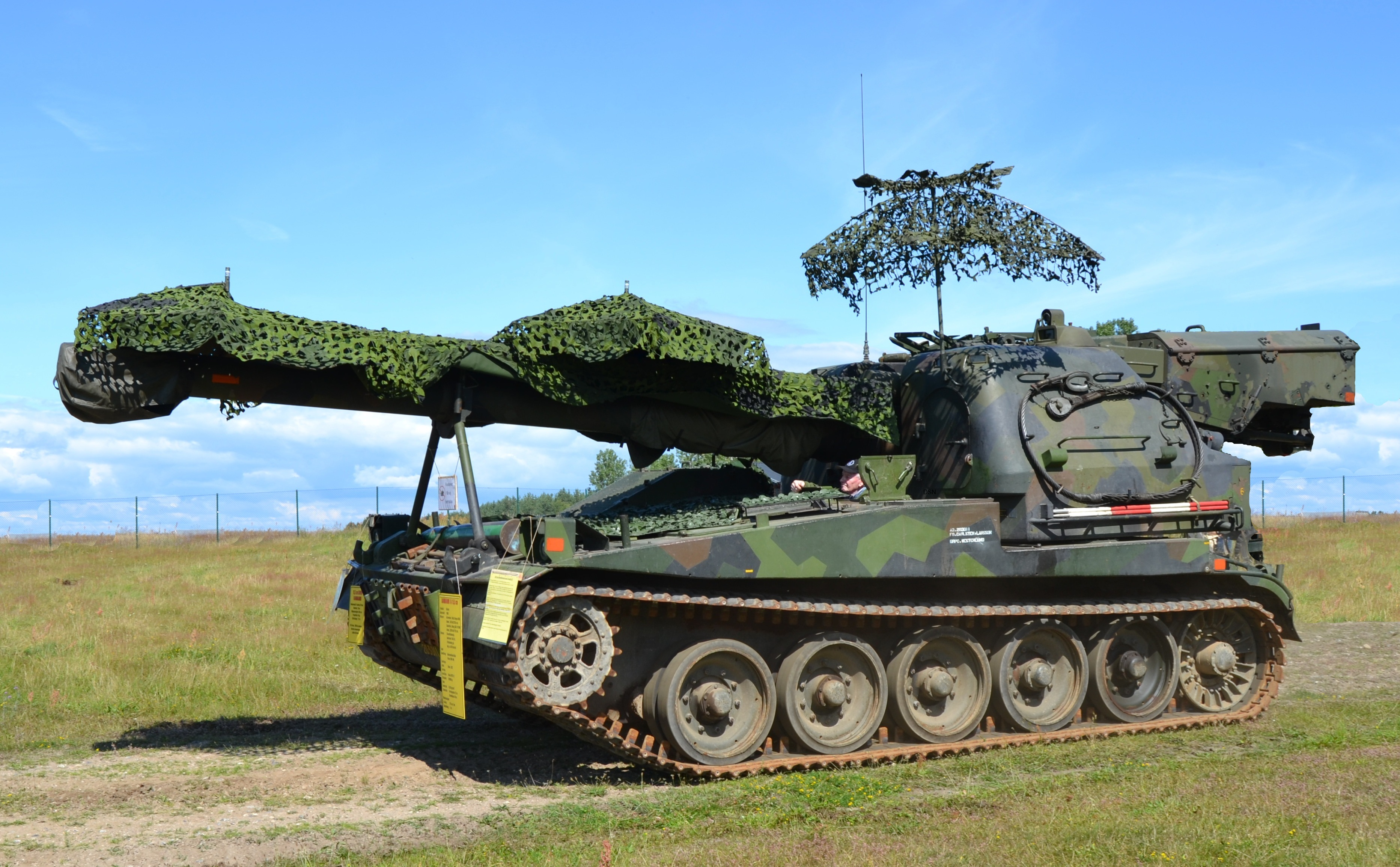
15,5 CM Bandkanon

## Filmgalleri
- Lastning av Bandtraktor

## Övrigt
Museet har också en uppvisningsenhet, Wendes Artilleridivision, vilken ingår i Riksförbundet Sveriges Militärkulturhistoriska Förening (RSMF). Artilleridivisionen består av häst- och fordonsdraget artilleri. Mest framträdande är Wendes Ridande Batteri. Dessutom ingår Wendes Salutbatteri, vilka skjuter salut till exempel vid Doktorspromoreringar i Lund. Vidare ingår ett motorbatteri, en musikkår och ett trossbatteri.

## Arrangemang
- Museet arrangerar aktiviteter såsom visning av artillerimuseets utställning, tändkulemotorer, riddartornering, fordonsuppvisning, salutskjutning m.m.
- Museet anordnar även "Öppet Hus" enligt hemsidan.